# Althofen
Althofen (slovenska: Stari Dvor) är en stadskommun i förbundslandet Kärnten i Österrike. Kommunen har 4 920 (2024).
Kommunen består av tio orter (Ortschaften) (inom parentes invånarantal 1 januari 2024):

- Aich (13)
- Althofen (3 681)
- Eberdorf (27)
- Epritz (3)
- Krumfelden (160)
- Muraniberg (10)
- Rabenstein (4)
- Rain (2)
- Treibach (1 008)
- Töscheldorf (12)